# Whaddon Road
Das Whaddon Road (seit 2024 durch Sponsoring EV Charger Points Stadium) ist ein Fußballstadion in der englischen Stadt Cheltenham, Grafschaft Gloucestershire, Vereinigtes Königreich.

## Geschichte
Der Fußballverein Cheltenham Town trägt in der Whaddon Road seine Spiele aus. Von 2010 bis 2017 war auch der Club Gloucester City an der Whaddon Road beheimatet. Im Stadion sind auf den Tribünen 7066 überdachte Plätze, davon 3912 Sitzplätze, verteilt. Ab April 2009 hieß die Spielstätte Abbey Business Stadium nach dem Büroausstattungsunternehmen Abbey Business Equipment. Bis dahin hieß das Stadion offiziell Victory Sports Ground. Der Name geht auf das Jahr 1945 zurück, als die Cheltenham Original Brewery der Stadt das Grundstück zum Ende des Zweiten Weltkrieges am V-E-Day zum Geschenk machte. Der Besucherrekord stammt vom 17. November 1956, als zum Spiel im FA Cup 1956/57 der 1. Runde gegen den FC Reading 8326 Zuschauer kamen. Ab Juli 2015 trug das Stadion die Bezeichnung The World of Smile Stadium, nach einem Unternehmen, das unter anderem Wintergärten, Möbel sowie Türen und Fenster verkauft. Nach nur einem Jahr entdete der Vertrag und von 2016 bis 2017 hieß die Spielstätte LCI Rail Stadium. Seit Ende Mai 2018 trägt die Heimspielstätte von Cheltenham Town die Bezeichnung Jonny-Rocks Stadium, nach dem Luxus-Chauffeurservice Jonny-Rocks. Von Mai 2022 bis 2024 trug die Fußballarena den Namen Completely-Suzuki Stadium. Completely-Suzuki ist Teil der Completely Motoring Group. Seit Juli 2024 ist EV Charger Points Ltd neuer Namensgeber der Whaddon Road. Cheltenham Town einigte sich mit dem Sponsor auf einen Vertrag über drei Jahre. Der Name lautet EV Charger Points Stadium.

## Tribünen
- Autovillage Stand – (Haupttribüne, West)[7]

Der Rang wurde 1963 errichtet und war nur als Main Stand bekannt. Er ist u. a. Standort des Family Stand und hat etwa die Hälfte der Spielfeldlänge. In den Räumlichkeiten sind die Vereinsbüros, Umkleidekabinen, Konferenzräume und Logen untergebracht. Zu der Haupttribüne gehört auch der Stehplatzbereich Paddock and Tunnel Enclosures auf dem die Langzeitfans des Vereins ansässig sind. Im Paddock stehen 704 und im Tunnel weitere 370 Plätze zur Verfügung. Zusätzlich stehen noch Plätze für Rollstuhlfahrer bereit.
- Colin Farmer Stand – (Gegentribüne, Ost)

Der Rang mit 2000 Sitzplätzen wurde im November 2001 fertiggestellt. Von 2005 bis 2009 fanden auf einem Teil die Gästefans ihre Plätze, danach kehrten sie auf die Hintertortribüne im Süden zurück. Auch auf der Gegentribüne sind Plätze für Rollstuhlfahrer vorhanden. Der Colin Farmer Stand und der Liberty Mutual Insurance Stand sind in der Stadionecke miteinander verbunden. Seit der Saison 2016/17 trägt der Rang nach der Clublegende
- Optimising IT Stand – (Hintertortribüne, Nord)

Die Tribüne wurde offiziell am 12. August 2000 unter dem Namen Cheltenham & Gloucester Stand eröffnet. Der Stehplatzrang bietet 1980 Plätze und ist Standort der Heimfans. Auf ihr sind eher die jüngeren Heimfans zu finden. Die Tribüne gilt als die stimmungsvollste und lauteste des Stadions.
- Hazlewoods Stand – (Hintertortribüne, Süd, Gästeplatzbereich)

Der 2005 eröffnete Hazlewoods Stand (früher: Carlsberg Stand) ist die neueste Tribüne des Stadions. Auf ihr verteilen sich 1100 Sitzplätze, die zum Teil den Gästefans zur Verfügung stehen. Das Dach ist mit einer Plexiglas-Auflage gedeckt. Der Rang verfügt ebenfalls über behindertengerechte Plätze.

## Besucherrekord und Zuschauerschnitt
Der Besucherrekord stammt vom 17. November 1956, als zum Spiel im FA Cup 1956/57 der 1. Runde gegen den FC Reading 8326 Zuschauer kamen.
- 2011/12: 3425 (Football League Two)
- 2012/13: 3253 (Football League Two)
- 2013/14: 2989 (Football League Two)
- 2014/15: 2864 (Football League Two)
- 2015/16: 3006 (National League)
- 2016/17: 3323 (EFL League Two)
- 2017/18: 3172 (EFL League Two)
- 2018/19: 3134 (EFL League Two)
- 2019/20: 3424 (EFL League Two)
- 2020/21: k. A. (COVID-19-Pandemie)
- 2021/22: 4239 (EFL League One)
- 2022/23: 4485 (EFL League One)